# Francis Craig
Pour les articles homonymes, voir Craig.
Francis Craig était un chef d'orchestre et un compositeur américain (1900 – 19 novembre 1966), auteur de la populaire chanson Near You qui se vendit – à partir de 1947 – à plus de 2 millions d’exemplaires. Elle fut classée no 1 du hit-parade américain durant 12 semaines entre septembre et décembre de cette année.